# Chapada Gaúcha
Chapada Gaúcha is een gemeente in de Braziliaanse deelstaat Minas Gerais. De gemeente telt 11.368 inwoners (schatting 2009).

## Aangrenzende gemeenten
De gemeente grenst aan Arinos, Formoso, Januária, Pintópolis, São Francisco, Urucuia en Cocos (BA).